# 阪神201形電車
阪神201形電車（はんしん201がたでんしゃ）は、かつて阪神電気鉄道が保有した路面電車車両である。同社の併用軌道線（国道線・甲子園線・北大阪線に対する、阪神電鉄社内における総称）で運行されていた。
71形の増備車として汽車製造で1940年より全15両が製造されたが、戦争による資材難から全車の竣工は戦後の1948年となった。

## 概要
201形は、輸送力の増強と当時阪神唯一の木造車として残存していた51・61形や「アミ電」で知られた121形の置き換えを図るために計画された形式で、阪神では、一挙30両（輸送力増強用14両、老朽車置き換え用16両）の新造を申請した。しかし、資材統制によってなかなか認可されず、1942年にようやく認可されたときには半数の15両のみの新造しか認められなかった。全車汽車製造（東京）で製造され、同年5月に201 - 203が入線したのを皮切りに、7月に204 - 206が、翌1943年3月に210 - 212・214・215が竣工したものの電装品の不足で未電装のまま出場、71形とMc-Tc編成を組んで甲子園線と国道線野田 - 上甲子園間（1943年3月から開始）において2連運行を行った。
残りの15両のうち、5両については太平洋戦争後期の1943年10月に新造が認可されたが、車体長は約1m短い13.7m、側面窓配置1D4D4D1、前面は一転して半流線型の3枚窓の純然たる路面電車スタイルという、それまで登場した15両とは似ても似つかぬ車両として計画されていたが、結局製造されることはなかった。
車体は、71形とほぼ同型だが、車体の丸みが71形に比べるとやや角ばっており、正面窓上が71形の緩やかなカーブから平面になり、前面窓と側面窓の下辺が揃えられたほか、ベンチレーターも71形の10個（1列5個×2列）から6個（1列3個×2列）に減少した。
内装も簡素化され、71形にあった座席下のヒーターは廃止され、吊り手は当初から通常の吊り手に、袖仕切は71形のクロームメッキしたパイプから、緩やかな木製扇形（縁はクロムメッキした金属材）の袖仕切に変更された。台車及び電装品は、台車は阪神併用軌道線標準の汽車製造製ボールドウィン64-20R台車であるが、台車側梁中心間隔が変更されるなど、細部の設計が改良された。主電動機は71形の三菱電機MB-163MRとは1時間定格出力（29.8kW）は変わらないものの、回転部分がローラーベアリングからプレーンベアリングに簡素化されたMB-163Mを、71形同様4基装架した。制御器は71形に搭載されていた自動加速方式油圧カム軸多段制御器である芝浦RPM-100から全電磁式の三菱ALMに変更されたほか、トムリンソン式密着連結器を装備していた。
戦後になり、71形が未電装の201形を牽引する形での2両連結運転が継続されたが、やがて電装化されて71形との連結運転は解消したが、201形同士の連結運転は引き続き行われた。また、残る4両の増備も再開され、1946年9月に207・208が、1948年10月に209・213の2両が竣工してここに全車就役し、結果的にこの2両が阪神の併用軌道線の最後の新車となった。
その後、1950年までにポールのうち片方をビューゲル（Yゲル）に取り替え、同時期にテールランプを通常型のものに取り替えてエアインテークの上に移設した。ポールはビューゲル集電が安定するにつれて撤去されたほか、1957年には室内灯を60W×14本に変更、連結器は偶数番号車は大阪側、奇数番号車は神戸側の一方だけに取り付けるよう揃えられた。また、1960年代以降、行先方向幕を使用せずに行先表示板を使用するようになった。
1962年から全電磁式で単位スイッチの数が多く故障の多いALM制御器を、新設軌道線で廃車となった1101・1111形に搭載していた油圧式の芝浦PM-2B制御器と全般検査時に交換し、既に連結運転が行われなくなったので、同時に連結器を撤去した。1960年代後半に入ると屋根の整備が実施され、全車両がランボードが撤去され、トルペード型ベンチレーターの向きを変更された車両も現れたほか、方向幕窓も埋められた。1975年5月5日の併用軌道線の全廃まで1両も廃車されることなく使用されている。
廃止後、甲子園阪神パークに215が、1に改番された1形27ともども保存されたが、1991年のリニューアル前後に解体されて現存しない。また阪神電鉄車両部の資料では、民間の輸送会社に201と211が払い下げられた記録があるが、詳細は不明である。